# Fair Play (film 2023)
Fair Play è un film del 2023 diretto da Chloe Domont, al suo esordio alla regia in un lungometraggio .

## Trama
Emily Meyers e Luke Edmunds, analisti dello spietato hedge fund di Manhattan One Crest Capital, hanno una relazione segreta e passionale, all'insaputa dei loro colleghi. Le chiede di sposarla al matrimonio del fratello e, dopo un attimo di esitazione, lei accetta felicemente. Il giorno successivo, uno dei gestori di portafoglio della società viene licenziato. Emily dice a Luke di aver sentito i suoi colleghi dire che quest’ultimo era stato preso in considerazione come sostituto e festeggiano quella notte. Durante un incontro a tarda notte con Campbell, l'amministratore delegato dell'azienda, viene a sapere che riceverà la promozione. Emily dà la notizia a Luke, cosí lui esprime il suo sostegno.
Mentre Emily si stabilisce nel suo nuovo lavoro, il risentimento di Luke per non essere stato promosso diventa evidente, portando a tensioni nella loro relazione. Luke si consuma con il lavoro di un guru dell'auto-aiuto che istruisce le persone su come affermarsi sul posto di lavoro. Quando Emily mette in dubbio la sua spesa di $ 3.000 per il corso, Luke suggerisce che potrebbe trarre vantaggio dal diventare più assertiva, al che diventa difensiva. Lui respinge i suoi tentativi di iniziare a fare sesso e va a letto.
Mentre sono fuori a bere qualcosa con Campbell e Paul, un alto dirigente del fondo, Emily scopre che Campbell vuole sbarazzarsi di Luke, considerandolo inefficace. Tenta di sostenere di più Luke sul posto di lavoro, ma le si ritorce contro quando lui fa una brutta chiamata di trading che fa perdere all'azienda 15 milioni di dollari, portando Campbell a insultarla. Luke tenta di riprendersi fornendo a Emily informazioni privilegiate che confermano il presunto crollo di una società le cui azioni il fondo può vendere. Preoccupata per il fatto che il commercio sia illegale, raccomanda a Campbell di vendere allo scoperto un'altra società, che funziona. Quando la vendita allo scoperto viene chiusa, Emily riceve un assegno di commissione di $ 575.000.
Emily prende in considerazione l'idea di festeggiare il suo successo con Luke, che è nel suo ufficio dopo l'orario di lavoro per discutere le strategie per le operazioni future, ma sceglie di andare in uno strip club con i suoi colleghi maschi. Lei torna a casa ubriaca mentre lui, dopo aver visto l'assegno, non ha alcun interesse a fare sesso con lei. Quando un altro gestore di portafoglio viene licenziato il giorno dopo, Luke vuole che Emily lo raccomandi per il ruolo, ma lei lascia intendere che Campbell non è interessato a promuoverlo. Si reca nell'ufficio di Campbell e fa un discorso elaborato in cui promette la sua lealtà nei suoi confronti, solo per scoprire che Campbell ha già assunto un nuovo gestore di portafoglio.
Quella notte, Emily scopre che sua madre aveva organizzato una festa di fidanzamento a sorpresa per loro quel venerdì. Un Luke ubriaco la accusa di avergli rubato il lavoro, ma lei rivela che Campbell voleva licenziarlo, portandolo a scappare. Il giorno dopo, mentre Emily, Campbell e Paul si rivolgono agli investitori stranieri, Luke irrompe nella sala conferenze ubriaco e provoca una scenata, rimproverando Campbell per avergli negato una promozione e rivelando la sua relazione con Emily, che ha violato la politica aziendale sin dalla sua promozione.
Un'infuriata Emily non riesce a raggiungere Luke al telefono, solo per trovarlo alla festa di fidanzamento. Discutono di fronte alle loro famiglie, e lei rompe una bottiglia sulla testa di Luke quando lui suggerisce che ha scambiato favori sessuali per la promozione. Emily si ritira in un bagno dove Luke la trova; i due hanno un'accesa discussione che si intensifica rapidamente quando i due, animati dalla passione, si uniscono in un rapporto sessuale. Durante il rapporto, Emily dice di provare dolore e chiede a Luke di fermarsi. Lui però continua. Quello che era iniziato come un rapporto consensuale diventa per Luke uno sfogo violento della sua rabbia: spinge Emily facendole sbattere la faccia contro il bancone del bagno. La mattina dopo, per proteggere il suo lavoro, Emily decide di mentire e dipingere Luke come un maniaco: dice a Campbell che è stata perseguitata da Luke e che non hanno mai avuto una relazione.
Emily torna a casa e trova Luke, che ha impacchettato le sue cose e ha pianificato di trasferirsi da suo fratello. Infuriata per il suo atteggiamento disinvolto e accusandolo di averla stuprata, lo minaccia con un coltello per ottenere delle scuse. Luke è inizialmente confuso da quest’accusa: considera i suoi comportamenti aggressivi durante il sesso non molto diversi dalla bottiglia di vetro che lei gli ha rotto in testa. Emily continua a esigere le scuse: aggredisce Luke con il coltello finché lui non si scusa e scoppia a piangere. Una volta che lui le implora sinceramente perdono, lei gli ordina di pulire da terra il sangue delle ferite procurate con il coltello e di andersene. Mentre Luke si annerisce dalla delusione, Emily fa cadere il coltello e si lascia andare ad un sorriso di sollievo.

## Produzione
Il film è stato annunciato nel dicembre 2021, con Alden Ehrenreich e Phoebe Dynevor come protagonisti. La produzione è iniziata nel gennaio del 2022 in Serbia. 

## Distribuzione
Il film è stato presentato in anteprima al Sundance Film Festival il 20 gennaio 2023. Poco dopo, Netflix ha acquisito i diritti di distribuzione del film. È stato inoltre presentato al Toronto International Film Festival l'11 settembre 2023. Negli Stati Uniti è stato distribuito in sale selezionate il 29 settembre 2023, prima di uscire su Netflix il 13 ottobre.

## Accoglienza
Sull'aggregatore di recensioni Rotten Tomatoes ha un indice di gradimento del 85%, con un voto medio di 7,40 su 10 basato su 231 recensioni.